# Episodi de Il medico di campagna (sesta stagione)
La sesta stagione della serie televisiva Il medico di campagna è stata trasmessa in anteprima in Germania dalla ZDF tra il 22 maggio 1995 e il 14 agosto 1995.
| nº | Titolo originale         | Titolo italiano | Prima TV Germania | Prima TV Italia |
| -- | ------------------------ | --------------- | ----------------- | --------------- |
| 1  | Besuch aus Brasilien     |                 | 22 maggio 1995    |                 |
| 2  | Rote Rosen für Annemarie |                 | 29 maggio 1995    |                 |
| 3  | Die Trennung             |                 | 5 giugno 1995     |                 |
| 4  | Heringstage              |                 | 12 giugno 1995    |                 |
| 5  | Lillis Einstand          |                 | 19 giugno 1995    |                 |
| 6  | Olga in Nöten            |                 | 26 giugno 1995    |                 |
| 7  | Umzüge                   |                 | 3 luglio 1995     |                 |
| 8  | Fehlinvestitionen        |                 | 10 luglio 1995    |                 |
| 9  | Der Flug der Troubadoure |                 | 17 luglio 1995    |                 |
| 10 | Drachenfest              |                 | 24 luglio 1995    |                 |
| 11 | Blumen für die Damen     |                 | 31 luglio 1995    |                 |
| 12 | Liebe kommt, Liebe geht  |                 | 7 agosto 1995     |                 |
| 13 | Neue Gemeinsamkeiten     |                 | 14 agosto 1995    |                 |